# KNM Otto Sverdrup
Le KNM Otto Sverdrup (F312) est la troisième frégate de la classe Nansen dans la Marine royale norvégienne. Elle est admise au service actif en avril 2008 et spécialisée dans la lutte anti-sous-marine et antinavire. Son port d'attache est Håkonsvern, près de Bergen dans le comté de Hordaland.

## Caractéristiques

### Navigation

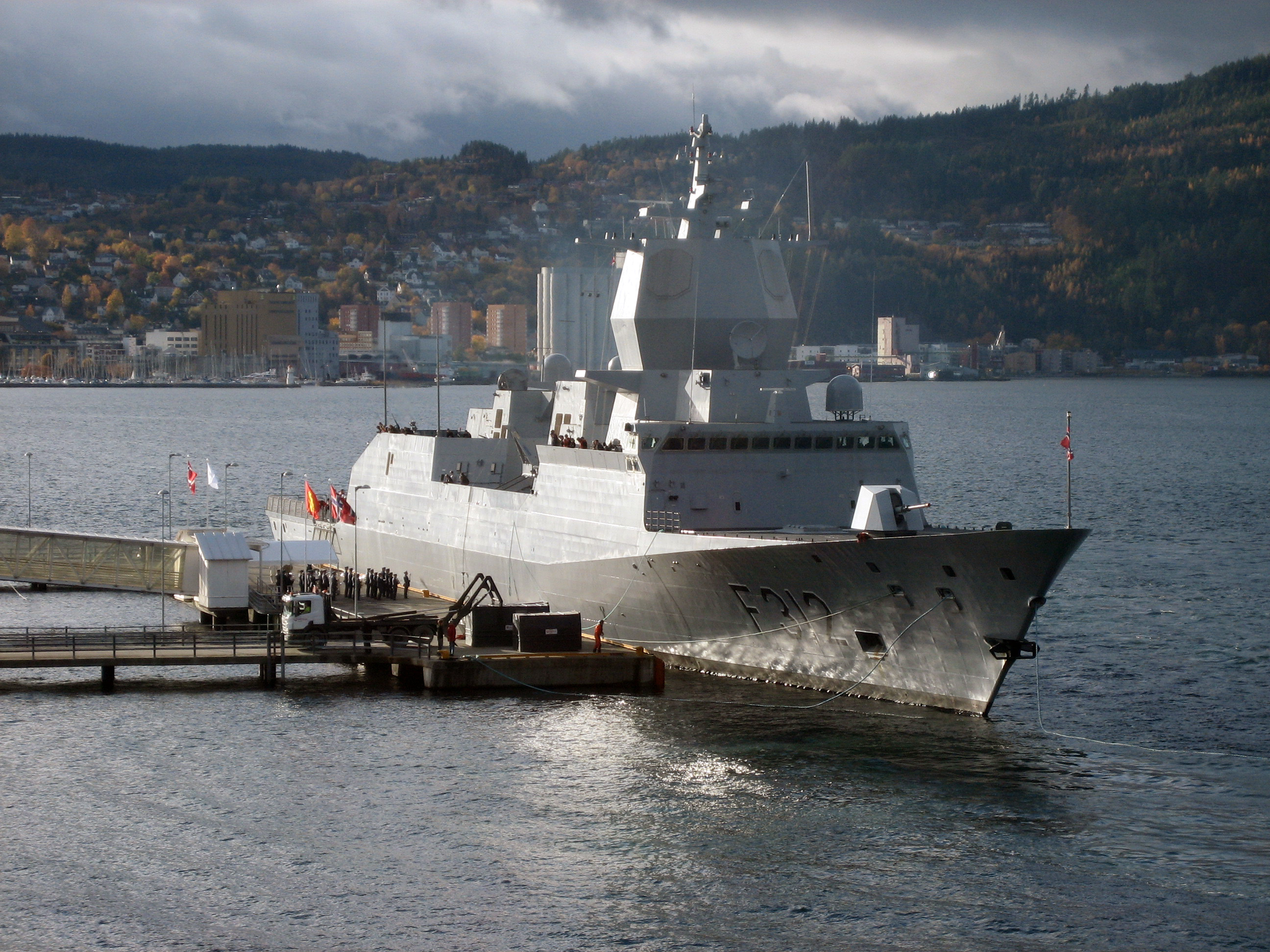
Le KNM Otto Sverdrup à Trondheim en 2008.

Long de 134 mètres et affichant un déplacement de 5 290 tonnes en charge, le KNM Otto Sverdrup est armé par 120 marins (pouvant aller jusqu'à 146) et peut atteindre la vitesse de 27 nœuds grâce à ses turbines à gaz. 

### Armement
La frégate est dotée de trente-deux missiles anti-aériens RIM-162 ESSM, de huit missiles antinavires Naval Strike Missile, d'un canon Otobreda de 76 mm, de trois Sea Protector armés de mitrailleuses Browning M2, de quatre tubes lance-torpilles Sting Ray et de deux canons à son. 
L’équipement électronique comprend notamment le système de combat Aegis avec un radar à quatre faces planes SPY-1F américain, un sonar de coque et un sonar remorqué (Captas 2) pour la lutte anti-sous-marine. 
Elle embarque un hélicoptère NH90.

## Construction
Le navire doit son nom à l'explorateur et navigateur norvégien Otto Sverdrup. Les cinq navires de la classe Nansen sont construits de 2003 à 2009 à Ferrol en Espagne par la société Navantia et leur port d'attache se trouve à Håkonsvern. Les sister-ships du KNM Otto Sverdrup sont le KNM Fridtjof Nansen, le KNM Roald Amundsen, le KNM Helge Ingstad et le KNM Thor Heyerdahl.
Le coût total du « programme Nansen » est d'environ 21 milliards de couronnes norvégiennes soit 4 milliards par navire (ou environ 300 millions d'euros l'unité).

## Carrière opérationnelle
En 2016-2017, le navire est affecté au Standing NATO Maritime Group 1 (SNMG1).